# Peter Kopteff
Peter Kopteff (Helsínquia, 10 de abril de 1979) é um futebolista finlandês.